# Omero Zanucchi
Omero Zanucchi (Mantova, 1814 – Crema, 1865) è stato un patriota italiano.

## Biografia
Figlio di Pietro e di Caterina Morzenti, abitanti a Castel Goffredo, aderì sin dall'inizio alla causa risorgimentale.
Nell'aprile 1848 si arruolò come volontario della colonna mantovana nei bersaglieri di Carlo Alberto dimostrando innate capacità di comando, guadagnandosi i gradi di sottotenente prima e poi di capitano. Nel 1849 si arruolò nella Legione italiana, ricoprendo il ruolo di capitano.
Riparò in Svizzera, quindi fece ritorno a Castel Goffredo dove organizzò con un gruppo la congiura anti austriaca e per questo nel 1850 fu arrestato ed incarcerato a Mantova con l'accusa di alto tradimento. Arrestati con lui anche dodici compaesani: Alessandro Bertani, organista; Luciano Bertasi, barbiere; Luigi Betti, calzolaio; Ottaviano Bonfiglio, farmacista; Claudio Casella, possidente terriero; Carlo Cessi, caffettiere, nonno di Anselmo Cessi; Domenico Fiorio, farmacista; Luigi Gozzi, praticante notaio; Giacomo Luzzardi, oste; Luigi Pesci, esattore a Castiglione delle Stiviere; Anselmo Tommasi, possidente terriero; Andrea Zanoni, agricoltore. Zanucchi fu sottoposto a tre interrogatori alla fine dei quali, stremato, rivelò i progetti della cospirazione mantovana, che vedeva nel concittadino Giovanni Acerbi uno dei membri più attivi.
Per aver dimostrato pentimento, gli fu evitato il patibolo di Belfiore, ma la pena fu commutata in dodici anni di carcere duro da scontare nelle prigioni di Josefstadt. 
Nel 1856 tornò libero a seguito dell'amnistia concessa dall'imperatore Francesco Giuseppe a tutti i deportati politici. Nel 1859, indossando la divisa di capitano dei Cacciatori delle Alpi, fu al seguito di Giuseppe Garibaldi.
Morì a Crema nel 1865.